# Burg Hohenfels (Hohenfels)

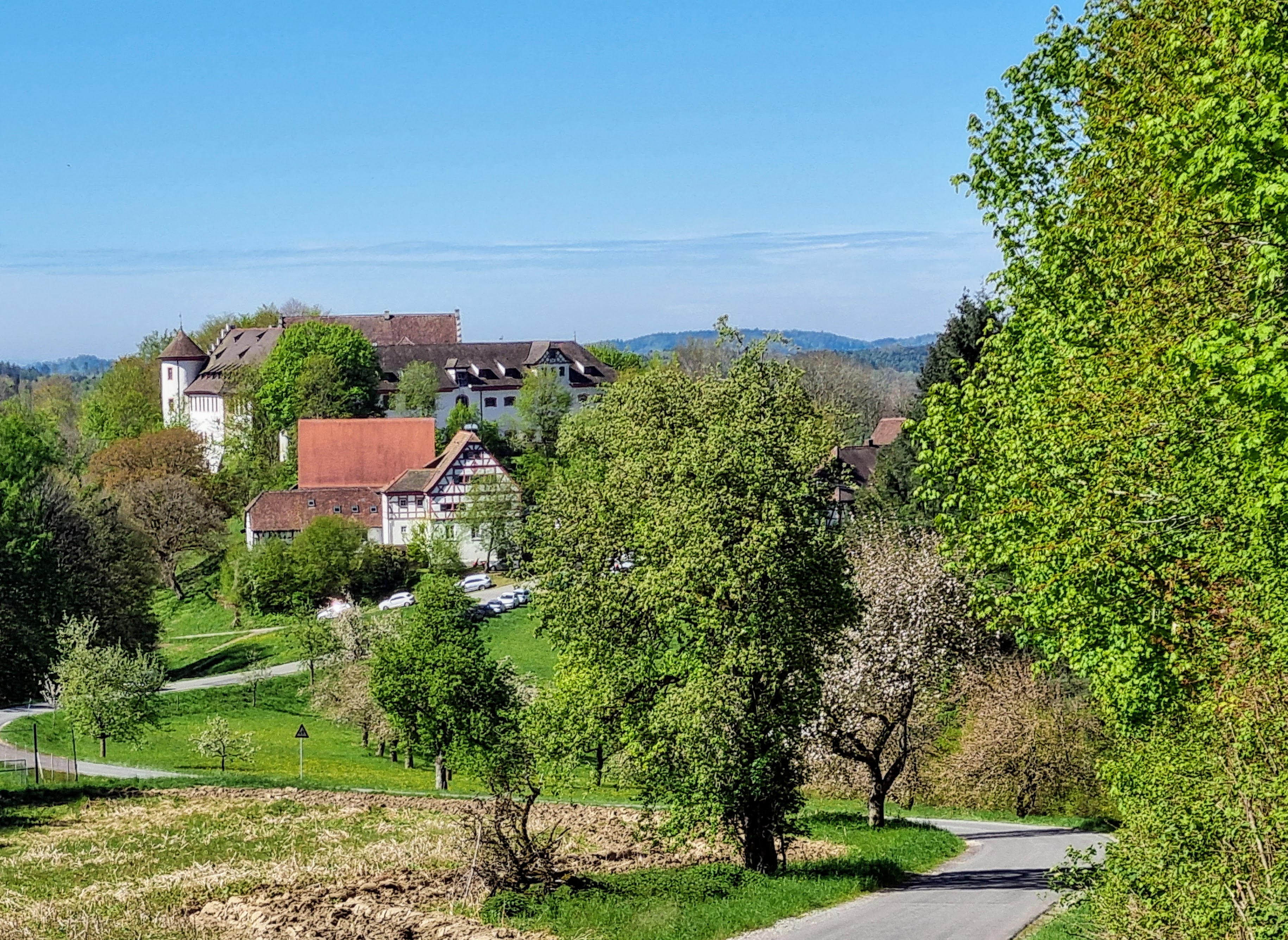
Die Burg Hohenfels von Norden aus gesehen

Die Burg Hohenfels, auch Schloss Hohenfels oder Neu-Hohenfels genannt, ist eine mittelalterliche Spornburg, in der bis Juli 2017 die Unterstufe des Internats Schule Schloss Salem untergebracht war. Die Burg liegt auf der Gemarkung vom gut einen Kilometer nördlich liegenden Dorf Kalkofen, einem Ortsteil der Gemeinde Hohenfels im Landkreis Konstanz. Die Burg ist Namensgeberin der 1973 geschaffenen Gemeinde Hohenfels.

## Lage
Die Burg liegt im Landkreis Konstanz, rund acht Kilometer östlich von Stockach und zwölf Kilometer nördlich des Bodensees in Spornlage auf einer südwärts geneigten Kuppe eines bewaldeten Bergrückens in eine Höhe von 616 m ü. NHN.

## Geschichte
Die Burg Hohenfels schaut auf eine über 700-jährige Geschichte zurück. Gegründet wurde sie ursprünglich von den Herren von Hohenfels und war Wohnsitz der Familie von Neu-Hohenfels, eine Nebenlinie von Alt-Hohenfels mit ihrem Stammsitz Burg Alt-Hohenfels beim heutigen Überlinger Stadtteil Bonndorf, die sich im 12. Jahrhundert hier angesiedelt hatte, der Minnesänger Burkart von Hohenfels stammte wohl von Alt-Hohenfels. Erstmals erwähnt wurde die Burg Hohenfels im Jahre 1292 als „Neuhohenfels“.
Das Geschlecht Neuhohenfels starb 1352 aus, und die Herrschaft Neuhohenfels samt der Burg ging durch Heirat an die Herren von Jungingen über, denen es zu Beginn des 15. Jahrhunderts wiederum durch Heirat gelang, die beiden hohenfelsischen Herrschaften weitgehend zu vereinigen. Nach kurzer Blütezeit und abermaliger Teilung 1441 in Jungingen-Althohenfels und Jungingen-Neuhohenfels verfiel der Besitz immer mehr. Bekannte Mitglieder der Familie waren die Hochmeister des Deutschen Ordens Konrad und Ulrich von Jungingen.
Nach dem Tod von Ulrich von Jungingen, dem letzten männlichen Angehörigen der Familie, 1501 verkaufte dessen Schwester Anna 1506 die Herrschaft Neuhohenfels an den Deutschen Orden. Die Herrschaft gehörte seitdem zur Landkomturei Altshausen der Deutschordensballei Elsass und Burgund. Genau 300 Jahre, von 1506 bis 1806, beeinflusste die Deutschordenskommende Altshausen die Herrschaft Hohenfels. 1553 und 1642 kam es zu Bränden auf der Burg.
Die Deutschordenherrschaft Hohenfels, die von einem Obervogteiamt verwaltet wurde und die Burg Hohenfels sowie die Ortschaften Deutwang, Kalkofen, Liggersdorf, Mindersdorf und Selgetsweiler umfasste, gelangte 1806 zusammen mit der Deutschordensherrschaft Achberg unter die Landeshoheit des Fürstentums Hohenzollern-Sigmaringen und wurde dort zum Obervogteiamt Hohenfels.
Das Fürstenhaus Hohenzollern-Sigmaringen verkaufte die Schlossanlage schließlich Anfang der 1930er Jahre an die Schule Schloss Salem, diese verkaufte es 2018 an die gemeinnützige Organisation EOS-Erlebnispädagogik.

## Nutzung als Schule und Tagungszentrum
1931 erwarb die „Schule Schloss Salem“ die Burg Hohenfels, um hier die Unterstufenklassen 5 bis 7 (mit Internat) unterzubringen. In den folgenden Jahren lebten auf der Burg in der Regel etwa 20 Lehrer und Betreuer gemeinsam mit 80 Jungen und Mädchen zwischen 10 und 13 Jahren. Anfang März 2016 kündigte die Schulleitung an, die Nutzung der Burg als Juniorenstufe aufzugeben. Im Juli 2017 wurde der Schulbetrieb eingestellt. Im Folgejahr wurde das Anwesen an die gemeinnützige Organisation EOS-Erlebnispädagogik verkauft, die dort ein öffentliches, nachhaltiges Tagungszentrum eingerichtet hat. Darüber hinaus kann das Schloss für Übernachtungen, Kulturveranstaltungen, Festivitäten und Tagungen genutzt werden. Außerdem werden Klassenfahrten angeboten.

## Anlage
Bei der Burg Hohenfels umschließen vier Gebäudeflügel einen annähernd rechteckigen Hof. Der Schlosshof mit randständiger Bebauung hat runde Ecktürme im Südwesten. Das einstige Herrenhaus ist nach Süden gekehrt, das Tor nach Norden. Den Südflügel, in dem das Herrenhaus eine unregelmäßige Stellung hat, fassen zwei Ecktürme ein, von denen einer – wie außen auch die Kapelle – spätgotische Formen hat. Der Schlossumfang maßt rund 1700 Quadratmeter.
Bei der Burg Hohenfels handelt es sich um ein Barockschlösschen im Burgenstil, die alte Burg wurde im 17. Jahrhundert zerstört. Der Hauptbestand und zugleich älteste Teil des Schlosses stammt aus der Mitte, respektive der zweiten Hälfte, des 16. Jahrhunderts. Das Tor ist barock, mit Bossenquadern eingefasst. In der Kapelle im Westflügel findet sich eine Rokokoausstattung (1761). Das Herrenhaus hat Staffelgiebel, einen Wendeltreppenturm, am Westgiebel ein Wappen des Komturs (1553). Im Erdgeschoss des Ostflügelbaus finden sich Renaissancearkaden auf Rundpfeilern und Kreuznahtgewölbe. Durch Umbauten und Ausgestaltung, vor allem unter den Deutschordensbaumeistern Johann Caspar Bagnato aus Altshausen im 18. Jahrhundert, erhielt das Schloss sein heutiges Aussehen. Zeugnis dieser Zeit gibt am Giebel ein Wappen des Komturs, der um 1760 den obersten Stock erbaute. In den Innenräumen finden sich noch reiche Stuckdecken und alte Öfen.
Die Zehntscheuer wurde unter Architekt Richard Scholtz zur Mensa umgestaltet.
Zum Hohenfels gehören außerdem eine Kapelle, das Herrenhaus, das Haus Josenberg, der Zeiserhof, die Ölmühle, ein Stall und ein Burggarten.
Eine Besichtigung der Anlage war lange Jahre nicht möglich. Das bis Juli 2017 im alten Gefängnistrakt untergebrachte „Museum Burg Hohenfels“ wurde geschlossen. Mit der Übernahme durch den Verein EOS-Erlebnispädagogik ist eine Besichtigung des Anwesens wieder möglich.

## Die Burg im Fernsehen
Mit der deutschen Erstausstrahlung am 19. Mai 2005 zeigte das ZDF die vom 10. August bis 4. September 2004 durch die Produktionsfirma Tresor Entertainment GmbH auf Burg Hohenfels gedrehte vierteilige Erlebnisdokumentation „Die harte Schule der 50er Jahre“. Das ZDF schottete 24 Pennäler im Alter von 16 und 17 Jahren von der Gegenwart ab und schickte sie für die Reality-Soap auf eine Zeitreise in ein Internat der fünfziger Jahre. Vier Wochen lang dauerte der Rückblick in den harten Internatsschulalltag des Jahres 1954. Es herrschte Disziplin, Ordnung und Pünktlichkeit. Ob der altmodische Drill zu eindrucksvollen Lernerfolgen führte, sollte ein Eingangs- und ein Abschlusstest zeigen.
Des Weiteren ist Burg Hohenfels Gegenstand der 25-minütigen Folge 66 der Kinder-TV-Reihe „Willi wills wissen“, einer Produktion der Megaherz Film und Fernsehen im Auftrag des Bayerischen Rundfunks mit dem FWU Institut für Film und Bild in Wissenschaft und Unterricht gGmbH. Unter dem Titel „Wie läuft’s im Internat?“ zeigte KiKA am 8. August 2004 in deutscher Erstausstrahlung wie der Moderator Willi Weitzel eine ganze Woche den Alltag der Internatsschüler auf Burg Hohenfels verfolgte.